# Gappah
Gappah – przysiółek w Anglii, w Devon. Gappah jest wspomniana w Domesday Book (1086) jako Gatepade/Gatepada.